# جويس ماينارد
جويس ماينارد (بالإنجليزية: Joyce Maynard) (و. 1953  م) هي كاتِبة، وروائية، وكاتبة سيناريو أمريكية، ولدت في دورهام.

## التعليم
تعلمت في أكاديمية فيليبس إكستر، وتعلمت في جامعة ييل
.

## وصلات خارجية
- جويس ماينارد على موقع IMDb (الإنجليزية)
- جويس ماينارد على موقع ألو سيني (الفرنسية)
- جويس ماينارد على موقع ميوزك برينز (الإنجليزية)
- جويس ماينارد على موقع أول موفي (الإنجليزية)
- جويس ماينارد على موقع قاعدة بيانات الأفلام السويدية (السويدية)
- جويس ماينارد على موقع قاعدة بيانات الفيلم (الإنجليزية)
- جويس ماينارد على موقع كينوبويسك (الروسية)